# 宮島未奈
宮島 未奈（みやじま みな、1983年〈昭和58年〉10月16日 - ）は、日本の小説家・随筆家。静岡県富士市生まれ、滋賀県大津市在住。京都大学文学部卒業。別名義に宮島 ムーがある。

## 来歴

### デビュー前
小学3年生の時に読書感想文のコンクールに応募した作文が冊子に掲載され、選考委員のコメントで『未奈さんのお話には人をひきつける魅力があります』『お話を書いてみてはどうですか』と褒められたことで小説家を目指し物語を書き始める。文学賞に積極的に応募することはなかったものの、大学卒業後も公務員として働きながらコツコツと書き続けていたが、24歳のころに、三浦しをんの小説『風が強く吹いている』を読んで衝撃を受け、自身の力不足を痛感し小学生以来続けていた執筆活動を一時休止する。
25歳で結婚を機に公務員を辞め、夫の仕事の都合で大津市へ移り住むと、29歳の時に出産を機に在宅でできる仕事を探し、マネー関連や通販サイトの記事を書くライターとなりブロガーとしても活動を開始する。
ブログで読書記録や大津に関する身の回りの情報を発信するようになり、自宅で好きな文章を書いて収入を得られる環境が性に合っていると感じていたが、内容がマンネリ化し収入が伸び悩んだことで、30代半ばで行き詰まりを感じる。しかし、そのころに森見登美彦の小説『夜行』を読んだことで、「もしかしたら裏の世界の私は小説家をしているのではないか」と刺激を受け、小説の創作意欲を取り戻し2017年から新人文学賞へ応募するようになる。
2018年、「二位の君」で第196回コバルト短編小説新人賞を受賞する（宮島ムー名義）。

### デビュー後
2021年、2度の落選を経て「ありがとう西武大津店」で第20回女による女のためのR-18文学賞の大賞、読者賞、友近賞をトリプル受賞。
2023年、同作を含む初の単行本『成瀬は天下を取りにいく』が刊行され、2024年に第39回坪田譲治文学賞、2024年本屋大賞を受賞。
2025年、『成瀬は信じた道をいく』で2025年本屋大賞候補（10位）。

## 受賞・候補歴
- 2018年 - 「二位の君」で第196回コバルト短編小説新人賞受賞（宮島ムー名義）
- 2018年 - 「卒業旅行」で第17回女による女のためのR-18文学賞候補（宮島ムー名義）
- 2019年 - 「好きだった人」で第18回女による女のためのR-18文学賞候補（宮島ムー名義）
- 2021年 - 「ありがとう西武大津店」で第20回女による女のためのR-18文学賞大賞、読者賞、友近賞受賞（宮島ムー名義）[1]
- 2024年 - 『成瀬は天下を取りにいく』で第39回坪田譲治文学賞受賞[7]、2024年本屋大賞受賞[8]
- 2025年 - 『成瀬は信じた道をいく』で2025年本屋大賞候補[9]

## 作品

### 小説

#### 成瀬シリーズ
- 成瀬は天下を取りにいく（2023年3月 新潮社 / 2025年6月 新潮文庫）[10][11]
- 成瀬は信じた道をいく（2024年1月 新潮社）[12]

#### 単発作品
- 婚活マエストロ（2024年10月 文藝春秋 ）[13]
- それいけ! 平安部（2025年4月 小学館）[14]

#### アンソロジー収録
「」内が宮島未奈の作品
- 『超短編！ 大どんでん返し Special』（2023年12月 小学館文庫）「富士山のように」[15]
  - 初出:『STORY BOX』2023年8月号[16]
- 『夏のカレー 現代の短篇小説ベストコレクション2024』（2024年9月 文春文庫）「ガラケーレクイエム」
  - 初出:『小説現代』2023年10月号[17]
- 『ロイヤルホストで夜まで語りたい』（2025年1月 朝日新聞出版）「石坂線と神楽坂」 - エッセイ
  - 初出:『web TRIPPER』2024年11月15日[18]

#### 単行本未収録作品
- 二位の君（第196回Webコバルト短編小説新人賞、宮島ムー名義）[19]
- 好きだった人（第18回女による女のためのR-18文学賞候補作、宮島ムー名義）
- #全国のイオンモールに飛ばされるボタン（中日新聞・東京新聞 2023年8月26日夕刊）[20] - 掌編小説
- 白雪町の歩きかた モモヘイ日和（『ラジオ基礎英語テキスト（中学生の基礎英語 レベル1、中学生の基礎英語 レベル2、中高生の基礎英語 in English）』2024年4月号 - 2025年3月号 NHK出版）[21]
- やすらぎハムエッグ（『小説新潮』2024年5月号 新潮社）[22] - 成瀬シリーズ
- 麦茶ファクトリー（『小説現代』2024年12月号 講談社）[23]
- ひかるリザードン（『小説 野性時代』特別編集 2024年冬号 KADOKAWA）[24]
- 実家が北白川（『小説新潮』2025年1月号 新潮社）[25] - 成瀬シリーズ
- ぼきののか（『小説新潮』2025年5月号 新潮社）[26] - 成瀬シリーズ
- 紗南ちゃんの便せん（『小説トリッパー』2025年夏季号 朝日新聞出版）[27] - 掌編小説

### エッセイ
- 受賞のコトバ （公募ガイド 2021年7月号 公募ガイド社）[20]
- コロナ禍の贈呈式 （小説トリッパー 2021年秋号 朝日新聞出版）[20]
- 大津ときめき紀行 ぜぜさんぽ （『小説新潮』 2023年4月号 新潮社）[20] - 『成瀬は天下を取りにいく』文庫本に収録[28]
- 夢みるお皿「ヨシケイの日々」 （『小説すばる』 2023年5月号 集英社）[20]
- あの頃の本たち「20年遅れのルーキー」 （『読書のいずみ』 157号 全国大学生活協同組合連合会）[20]
- ミスターSASUKEの役割 （『別冊文藝春秋』 2023年7月号 文藝春秋）[20]
- 作家を作った言葉 （『STORY BOX』 2023年7月号 小学館）[20]
- 万城目学『八月の御所グラウンド』書評 （『WEB別冊文藝春秋』 ）[20]
- 駿府さんぽ （『静岡書店大賞特別掌編』）[20]
- なんとかする台所 （『NHKテキスト 趣味どきっ！ 人と暮らしと、台所～冬』 NHK出版）[20]
- 大津ときめき紀行 びわ湖さんぽ （『小説新潮』 2024年2月号 新潮社）[20]
- あたたかいふるさと （『ほんのひきだし』 日本出版販売）[20]
- 受賞の言葉 （『本の雑誌増刊 本屋大賞2024』 本の雑誌社）[20]
- 静岡県民は京都を愛しすぎている （『小説宝石』 2024年5月号 光文社）[20]
- ふたつの出会い （『京都大学広報誌 紅萠』 46号）[20]
- 愛すべき三冠馬たち （『ユニオンオーナーズクラブ会報 My Horse』 2024年10月号）[20]
- 勝利の女神と呼ばれた日 （『暮しの手帖』 第5世紀33号 暮しの手帖社）[20]
- 本屋大賞で買った本 （『本の雑誌』 2025年2月号 本の雑誌社）[20]
- 幸せってなんだろう （『JAFMATE』 2025年冬号 JAF）[20]

### 連載
- 白雪町の歩きかた スクープは箱の中（『ラジオ基礎英語テキスト（中学生の基礎英語 レベル1、中学生の基礎英語 レベル2）』2025年4月号 - 連載中 NHK出版）[29]
- 二階建て生活（『月刊誌PHP増刊号』 2025年7月号 - 連載中）[30] - 連載エッセイ

## メディアミックス

### 漫画
- 成瀬は天下を取りにいく（新潮社、構成:さかなこうじ、作画:小畠泪、『コミックバンチKai』2024年5月24日 - 2025年7月18日）[31][32][33]

### 舞台
- 朗読劇『成瀬は天下を取りにいく』（2025年9月13日初演〈予定〉、草月ホール、演出： 野坂実、主演：岩田陽葵・安済知佳・若山詩音）[注 1][34]